# Herman Ouseley
Pour les articles homonymes, voir Ouseley.
Herman George Ouseley, baron Ouseley, né le 24 mars 1945 et mort le 2 octobre 2024, est un homme politique britannique, très impliqué sur les questions d'égalité de lutte contre le racisme.
Il siège à la Chambre des lords comme crossbencher de 2001 jusqu'à sa retraite en 2019.

## Jeunesse
Lord Ouseley est né en Guyana en 1945 et arrive en Angleterre en 1957, à l'âge de 11 ans. Il fait ses études à la William Penn School et au Catford College, où il obtient un diplôme en administration municipale.

## Carrière
Herman Ouseley est un fonctionnaire du gouvernement local entre 1963 et 1993. Il est premier conseiller principal en relations raciales au sein du gouvernement local. À partir de 1981, il est conseiller principal en relations interraciales et chef de l'unité des minorités ethniques du Greater London Council. Il est ensuite directeur général du Borough londonien de Lambeth et de l'ancienne Inner London Education Authority (la première personne noire à occuper un tel poste), responsable de plus de 1000 écoles et collèges à travers la capitale. Ouseley est président et directeur général de la Commission pour l'égalité raciale de 1993 à 2000.
En 1996, il est directeur de Brookmight Security et, à partir de 2000, de Focus Consultancy. Il est directeur général de Different Realities Partnership entre 2000 et 2005 et, depuis lors, exerce ses activités en tant que consultant en gestion indépendant, effectuant des examens des performances et des missions des organisations dans la recherche de résultats en matière d'égalité et de diversité.
Ouseley est fait chevalier dans les honneurs du Nouvel An 1997 pour « services aux relations communautaires et au gouvernement local », et pair à vie en tant que baron Ouseley, de Peckham Rye dans le Borough londonien de Southwark le 26 juin 2001.
En 1993, Ouseley met sur pied le projet de lutte contre le racisme dans le football et est le président de Kick It Out, la campagne de renommée internationale pour rendre le football exempt de discrimination et d'abus et pour être plus inclusif des personnes de tous horizons.
Ouseley préside la Fondation Chandran (anciennement Preset Education Charity) depuis 1997, qui offre une éducation spécialisée aux jeunes ayant des difficultés d'apprentissage. Il est membre du conseil de l'Institute of Relations, un groupe de réflexion axé sur la lutte contre les injustices et les inégalités. Il est également membre du conseil d'administration de la Manchester United Foundation et est un supporter de longue date de Manchester United et soutient son équipe locale Millwall et Dulwich Hamlet, l'une des équipes locales pour lesquelles il a joué lorsqu'il était jeune.